# Anthurium angustatum
Anthurium angustatum är en kallaväxtart som först beskrevs av Carl Sigismund Kunth, och fick sitt nu gällande namn av Carl Sigismund Kunth. Anthurium angustatum ingår i släktet Anthurium och familjen kallaväxter. Inga underarter finns listade.